# Mishael Cheshin

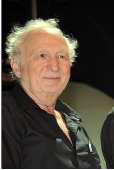
Mishael Cheshin (2009)

Mishael Cheshin (hebräisch מישאל חשין; * 16. Februar 1936 in Beirut; † 19. September 2015 in Herzlia) war ein israelischer Jurist und Richter am Obersten Gericht Israels.

## Leben
Cheshin wurde 1936 in Beirut geboren. Er wuchs in Tel Aviv auf. Als er 14 Jahre alt war, zog die Familie nach Jerusalem. Im Alter von 17 Jahren begann er an der Hebräischen Universität Jerusalem Rechtswissenschaft zu studieren. Mit 26 Jahren erfolgte dort seine Promotion. Cheshin wurde im Büro des Generalstaatsanwaltes tätig, wo er schließlich stellvertretender Generalstaatsanwalt unter Meir Shamgar wurde. 1978 legte er sein Amt nieder und wurde stattdessen als Rechtsanwalt tätig. 1992 erfolgte seine Ernennung zum Richter am Obersten Gericht Israels. Bereits sein Vater Shneur Zalman Cheshin war Richter am Obersten Gericht gewesen. Später wurde er stellvertretender Präsident des Obersten Gerichts. 2006 erfolgte seine Pensionierung.
Cheshin war verheiratet und hatte vier Kinder. Er starb im September 2015 im Alter von 79 Jahren an den Folgen einer Krebserkrankung. Seine Beisetzung erfolgte am 20. September auf dem Friedhof des Kibbuz Givat Hashlosha.